# Pandaka pygmaea
Pandaka pygmaea és una espècie de peix de la família dels gòbids i de l'ordre dels perciformes.

## Morfologia
- Els mascles poden assolir 1,1 cm de longitud total i les femelles 1,5.[2][3]

## Reproducció
És ovípar.

## Alimentació
Menja plàncton.

## Hàbitat
És un peix de clima tropical (24 °C-30 °C) i demersal.

## Distribució geogràfica
Es troba a les Filipines, Singapur i Indonèsia (Bali i Sulawesi).

## Observacions
És inofensiu per als humans.